# Jackie Smith
Jackie Larue Smith (Columbia, 23 febbraio 1940) è un ex giocatore di football americano statunitense che ha giocato nel ruolo di tight end per la maggior parte della carriera con i St. Louis Cardinals della National Football League (NFL). Al college ha giocato a football alla Northwestern State University. È stato inserito nella Pro Football Hall of Fame nel 1994.

## Carriera professionistica
Smith fu scelto dai St. Louis Cardinals nel corso del decimo giro del Draft NFL 1963. Smith era un talentuoso ricevutore, un abile bloccatore e un eccellente corridore dopo aver ricevuto il pallone. Nei suoi primi tre anni con la franchigia si occupò anche di calciare i punt.
Smith divenne il tight end titolare dei Cardinals già nella sua stagione rookie e conservò quel ruolo per tutta la sua permanenza a St. Louis. Contro i Pittsburgh Steelers quell'anno ricevette 9 passaggi per ben 212 yard.
Co-capitano offensivo della squadra, Smith disputò una striscia di 45 partite consecutive tra il 1967 e il 1970 con almeno una ricezione. Disputò 121 partite come titolare consecutive dal suo debutto nella NFL per nove anni fino a quando un infortunio al ginocchio lo bloccò nel 1971.
Gli infortuni lo rallentarono nel 1975 e 1976 ma Smith giocò comunque 198 partite in carriera. Smith fu convocato per 5 Pro Bowl consecutive, e inserito nella formazione ideale della lega nel 1967 e 1969. La sua miglior stagione fu quella del 1967 in cui ricevette 56 passaggi per 1.205 yard e segnò nove touchdown.
Dopo aver trascorso tutta la carriera coi Cardinals, Smith firmò coi Dallas Cowboys nel 1978. Anche se l'ormai trentottenne Smith fu utilizzato solo per i blocchi e non ricevette alcun passaggio per tutta la stagione regolare, unirsi a Dallas gli fece conquistare la prima partecipazione al Super Bowl. Con la sua squadra in svantaggio contro i Pittsburgh Steelers 21-14 nel terzo periodo del Super Bowl XIII, Smith si lasciò sfuggire un passaggio da Roger Staubach su una situazione di terzo down nella end zone. I Cowboys alla fine persero per quattro punti, 35-31, e Smith si ritirò prima dell'inizio della stagione successiva. Al momento del ritiro, le 7.918 yard ricevute da Smith erano il massimo della storia della lega per un tight e lo rimasero fino a quando furono superate da Ozzie Newsome nel 1990.

## Palmarès
- (5) Pro Bowl (1966, 1967, 1968, 1969, 1970)
- (5) All-Pro (1966, 1967, 1968, 1969, 1970)
- Pro Football Hall of Fame (classe del 1994)

## Statistiche
| Partite totali         | 198   |
| Ricezioni              | 480   |
| Yard su ricezione      | 7.918 |
| Touchdown su ricezione | 40    |